# 安福 (意大利)

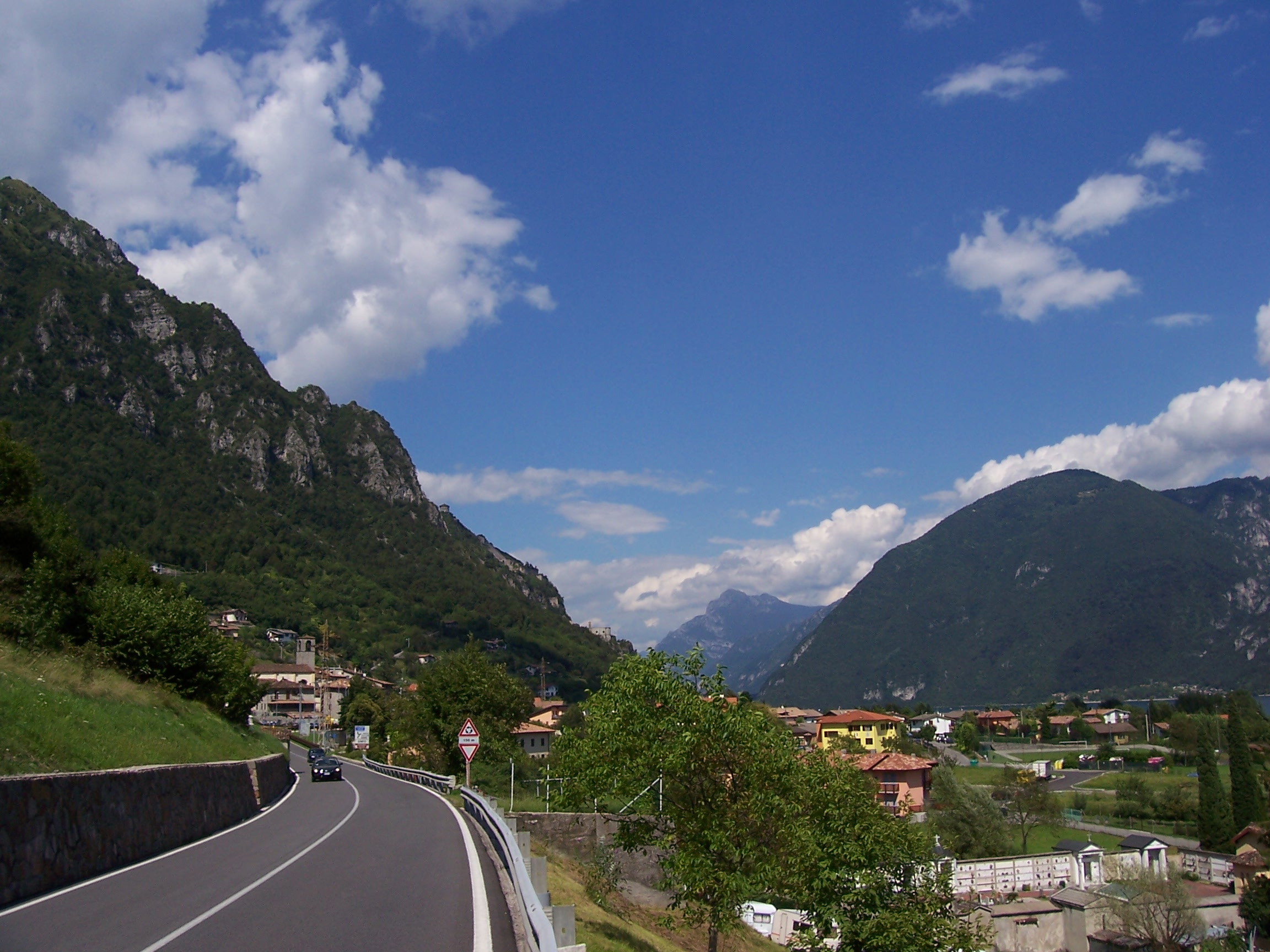

安福（義大利語：Anfo）是意大利布雷西亞省的市鎮，位於該國北部伊德羅湖畔，面積23平方公里，海拔高度400米，2011年人口474，人口密度每平方公里20人。

## 外部連結
- 官方网站 （意大利文）